# Tim Akkerman
Tim Akkerman (Den Haag, 23 juli 1980) is een Nederlands muzikant en componist. Akkerman werd bekend als leadzanger en gitarist van de Haagse band DI-RECT. In maart 2009 stapte hij uit de band om verder te gaan als soloartiest.

## Muzikale carrière
Akkerman vormde in 1999 op 19-jarige leeftijd samen met drie anderen de band DI-RECT. De band behaalde een aantal top-10 hits in Nederland en enkele hitparadenoteringen in het buitenland. In 2009 besloot hij om met de band DI-RECT te stoppen en solo verder te gaan.
In 2010 vormde Akkerman een nieuwe (eigen) band waarmee hij door heel Nederland wilde gaan toeren in verschillende theaters en clubs. De band bestond, naast Akkerman, uit Matthias van Beek (gitarist), Stef de Hond (toetsenist), Jens Dreijer (bassist) en Mischa Porte (drummer). Op 4 november 2011 kwam de eerste single van het debuutalbum Anno uit; het complete album brachten ze uit op 18 november 2011.
In theaterseizoen 2012-2013 toerde hij met de show The Buddy Holly Story.
Vanaf 2014 speelt Akkerman met een vaste band. De band bestaat uit Evert Zeevalkink (gitaar), Sander Kalmeijer (bas), Stef De Hond (toetsen) en Willem van der Krabben (drums). Vanaf 2019 noemen zij zich The Ivy League.

## Discografie

### Albums
| Album met eventuele hitnotering(en) in de Nederlandse Album Top 100 | Datum van verschijnen | Datum van binnenkomst | Hoogste positie | Aantal weken | Opmerkingen        |
| ------------------------------------------------------------------- | --------------------- | --------------------- | --------------- | ------------ | ------------------ |
| Anno                                                                | 18-11-2011            | 26-11-2011            | 52              | 3            |                    |
| The Journey                                                         | 01-05-2014            | -                     |                 |              |                    |
| Lions Don't Cry                                                     | 11-04-2019            | 20-04-2019            | 35              | 1            | met The Ivy League |
| Silver Linings                                                      | 10-12-2021            | -                     |                 |              | met The Ivy League |

### Singles
| Single met eventuele hitnotering(en) in de Nederlandse Top 40 | Datum van verschijnen | Datum van binnenkomst | Hoogste positie | Aantal weken | Opmerkingen                                                  |
| ------------------------------------------------------------- | --------------------- | --------------------- | --------------- | ------------ | ------------------------------------------------------------ |
| Ik wacht al zo lang                                           | 2006                  | 22-04-2006            | 18              | 7            | met Lange Frans, Baas B & Brutus Nr. 16 in de Single Top 100 |
| Nonzero                                                       | 2011                  | -                     | tip14           | -            | Nr. 71 in de Single Top 100                                  |

| Single met hitnotering(en) in de Vlaamse Ultratop 50 | Datum van verschijnen | Datum van binnenkomst | Hoogste positie | Aantal weken | Opmerkingen                               |
| ---------------------------------------------------- | --------------------- | --------------------- | --------------- | ------------ | ----------------------------------------- |
| Ik denk teveel                                       | 2021                  | 03-07-2021            | 38              | 4            | met Isabelle A Nr. 5 in de Vlaamse Top 50 |

## Privéleven
Akkerman trouwde op 14 juli 2007 en scheidde in 2018. Samen met zijn ex-vrouw heeft hij drie kinderen: een dochter en twee zoons.

## Trivia
- Akkerman deed mee aan het televisieprogramma Wie is de Chef? Ook was hij te zien in het tiende seizoen (januari 2010) van Wie is de Mol? Bij laatstgenoemd programma viel hij in de tweede aflevering af. Daarna deed hij mee aan Beat De Mol en Ik hou van Holland.
- In 2019 deed Akkerman mee aan het televisieprogramma Beste Zangers.
- Akkerman is een van de zes ambassadeurs van Den Haag War Child City. Op 30 november 2009 opende hij de Friendship Store in de Haagse Bijenkorf.
- In 2020 zou Akkerman de hoofdrol van Jezus spelen in de uitvoering van The Passion van dat jaar. Deze uitvoering werd echter afgelast in verband met de coronaviruspandemie. Er werd een aangepaste livetelevisie-uitzending gemaakt vanuit het Media Park in Hilversum, samengesteld met nummers uit eerdere uitzendingen.